# Thủy điện Tô Buông
Thủy điện To Buông là nhóm các thủy điện xây dựng trên dòng huổi Tô Buông tại vùng đất xã Tú Nang và Lóng Phiêng huyện Yên Châu tỉnh Sơn La, Việt Nam.
Năm 2020 thủy điện có 2 bậc với tổng công suất lắp máy 10,1 MW, sản lượng điện hàng năm 43 triệu KWh.
- Thủy điện To Buông công suất lắp máy 8 MW, sản lượng điện hàng năm 36,18 triệu KWh, xây dựng tại bản Tô Buông xã Lóng Phiêng, khởi công tháng 3/2010, hoàn thành tháng 11/2015. Nhà máy điện đặt cách đập cỡ hơn 3 km.[4]
- Thủy điện Đông Khùa công suất lắp máy 2,1 MW, sản lượng điện hàng năm 7 triệu KWh, xây dựng tại bản Đông Khùa xã Tú Nang, khởi công tháng 11/2016, hoàn thành tháng 11/2017. [5]

Đến đầu năm 2018 thủy điện Đông Khùa có tên trong danh sách "21 Dự án thủy điện chưa có giấy phép khai thác, sử dụng nước mặt" ở tỉnh Sơn La.
Thủy điện có tên gọi hành chính là Thủy điện To Buông - Đông Khùa. Tên gọi "To Buông" được các nhà lập dự án đọc theo bản đồ tỷ lệ 1:50.000. Tuy nhiên hầu hết các văn liệu hiện nay gọi là bản Tô Buông, huổi Tô Buông và thủy điện To Buông.

## Huổi Tô Buông
Huổi Tô Buông là phụ lưu của suối Sập trong mạng lưới sông Đà. Huổi Tô Buông bắt nguồn từ vùng núi biên giới Việt Lào, ở phần tây nam xã Lóng Phiêng huyện Yên Châu.20°54′13″B 104°19′18″Đ / 20,903657°B 104,321543°Đ
Suối chảy gần theo hướng đông bắc, qua bản Tô Buông. Sang xã Tú Nang suối đổ vào suối Sập ở làng Đông Khùa, phía dưới Thủy điện Đông Khùa cỡ 600 m.